# Sabal causiarum
Espèce
Classification phylogénétique
Le Palmier sombrero, Sabal causiarum, est une espèce de plantes de la famille des Arecaceae (les palmiers), originaire d'Hispaniola, Puerto Rico et des îles Vierges britanniques. Comme ses noms commun et scientifique le suggèrent, ses feuilles étaient utilisées pour la fabrication de chapeaux.

## Description
Sabal causiarum est un palmier aux feuilles palmées, à la tige très robuste qui pousse jusqu'à 10 mètres de hauteur et atteint 35 à 70 cm de diamètre. Chaque tige a de 20 à 30 feuilles ayant chacune de 60 à 120 folioles. Les inflorescences, qui sont ramifiées, dressées ou pendantes et plus longues que les feuilles, donnent des fruits globuleux et noirs. Les fruits font de 0,7 à 1,1 cm de diamètre. La taille et la forme de fruits sont les principales caractéristiques de cette espèce, qui la diffèrent de Sabal domingensis.

## Taxonomie

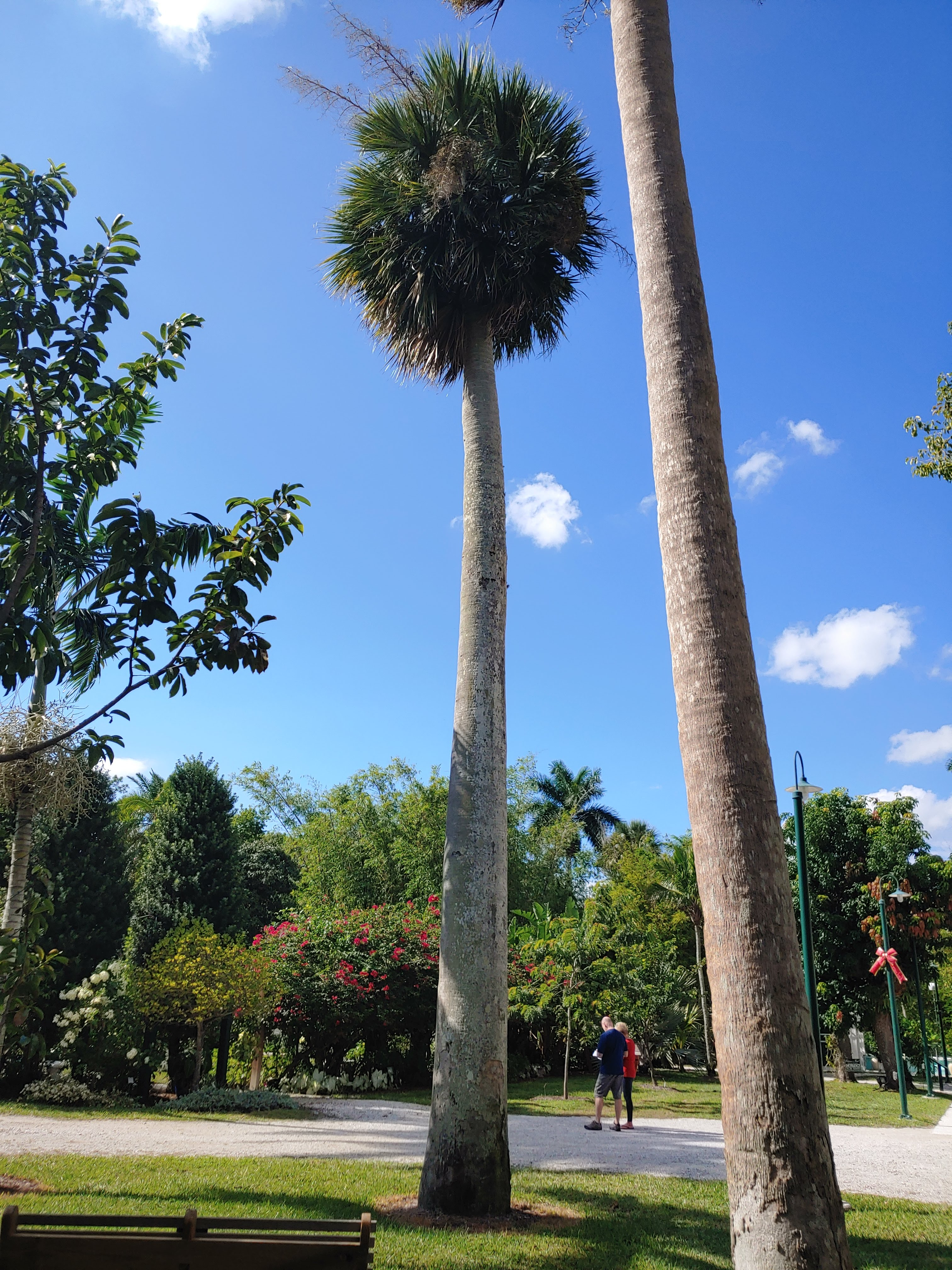
Sabal Caucasarium planté par Thomas Edison à Fort Myers.

Le genre Sabal est placé dans la sous-famille des Coryphoideae et la tribu des Sabaleae. En 2008, il ne semble y avoir aucune étude phylogénétique de ce genre et la relation entre S. causiarum et le reste du genre est incertaine.
L'espèce a été décrite pour la première fois par le botaniste américain Orator F. Cook sous le nom d'Inodes causiarum en 1901. L'épithète causiarum signifie "de chapeaux", le mot latin fait référence à «un chapeau macédonien à large bord". Cook créa le genre Inodes pour intégrer les membres du genre Sabal à tige verticale et aux feuilles avec la nervure principale bien développée. Le naturaliste italien Odoardo Beccari transféra l'espèce dans le genre Sabal et créa le nom S. causiarum.
En 1903, le botaniste allemand Carl Lebrecht Udo Dammer décrivit l'espèce Inodes glauca,à partir de collections prélevées à proximité de Peñuelas, à Porto Rico par Paul Sintenis. En 1931, Odoardo Beccari décrivit Sabal haitensis sur des collectes faites en Haïti. Le botaniste américain Liberty Hyde Bailey décrivit Sabal questeliana en 1944, sur la base des collections venant de Saint-Barthélemy. Toutes ces espèces sont considérées aujourd'hui comme des synonymes de S. causiarum.
Andrew Henderson et ses collègues ont fait observer que Sabal causiarum, S. domingensis et S. maritima forment un complexe d'espèces qui pourrait être réellement une seule espèce.

## Synonymes
Inodes causiarum O.F.Cook

Inodes glauca Dammer

Sabal haitensis Becc. ex Martelli

Sabal questeliana L.H.Bailey